# Elecciones estatales de Santa Catarina de 2022
Las elecciones estatales de 2022 en Santa Catarina se llevaron a cabo el 2 de octubre, como parte de las elecciones generales en Brasil. Los votantes eligieron un gobernador, un vicegobernador, un senador, 16 diputados a la Cámara de Diputados y 40 diputados a la Asamblea Legislativa. El actual titular del cargo de gobernador es Carlos Moisés, de los Republicanos, elegido en 2018 por el PSL, quien se postuló a la reelección pero no fue reelecto, quedadno detrás de Décio Lima del Partido de los Trabajadores (PT), quién paso al balotaje junto a Jorginho Mello. Para la elección al Senado Federal, la vacante ocupada por Dário Berger, del PSB, elegido en 2014 por el PMDB, está en disputa.
El gobernador y el vicegobernador elegidos en esta elección ejercerán su mandato unos días más. Esto se debe a la Enmienda Constitucional N° 111, que modificó la Constitución y dispuso que el mandato de los gobernadores de los estados y del Distrito Federal debía comenzar el 6 de enero después de la elección. Sin embargo, los candidatos electos en esta elección tomarán posesión el 1 de enero de 2023 y entregarán su cargo el 6 de enero de 2027. El 30 de octubre de 2022, en segunda vuelta, el senador Jorginho Mello del Partido Liberal (PL), fue elegido gobernador con más del 70% de los votos válidos.

## Calendario electoral
| Calendario electoral       | Calendario electoral                                                                      |
| -------------------------- | ----------------------------------------------------------------------------------------- |
| 15 de mayo                 | Inicio del financiamiento para precandidatos                                              |
| 20 de julio al 5 de agosto | Convenciones partidarias para elegir candidatos y coaliciones                             |
| 2 de octubre               | Primera vuelta de las elecciones                                                          |
| 7 al 28 de octubre         | Publicidad electoral gratuita en radio y televisión relativa a una posible segunda vuelta |
| 30 de octubre              | Segunda vuelta electoral                                                                  |
| hasta el 19 de diciembre   | Entrega de credenciales por el Tribunal Electoral                                         |

## Candidatos a Gobernador
Las convenciones del partido comenzaron el 20 de julio y se prolongaron hasta el 5 de agosto. Los siguientes partidos políticos ya han confirmado sus candidaturas. Los partidos políticos tienen hasta el 15 de agosto de 2022 para registrar formalmente a sus candidatos.

### Candidatos oficiales
Nota: La siguiente tabla está organizada en orden alfabético de candidatos según el nombre registrado en el Tribunal Electoral.
| Governador(a)   | Governador(a) | Governador(a) | Vice-Governador(a) | Vice-Governador(a) | Vice-Governador(a) | Nª | Coalición / Federación                                                  | Tiempo en franja |
| Candidato       |               | Partido       | Candidato          |                    | Partido            | Nª | Coalición / Federación                                                  | Tiempo en franja |
| --------------- | ------------- | ------------- | ------------------ | ------------------ | ------------------ | -- | ----------------------------------------------------------------------- | ---------------- |
| Décio Lima      |               | PT            | Bia Vargas         |                    | PSB                | 13 | Frente Democrático de Santa Catarina FE Brasil (PT/PCdoB/PV), SD, PSB   | 2m 12s           |
| Esperidião Amin |               | PP            | Dalírio Beber      |                    | PSDB               | 11 | Experiencia para Servir a Santa Catarina PP, Fed (PSDB/Cidadania), PTB  | 1m 40s           |
| Gean Loureiro   |               | UNIÃO         | Eron Giordani      |                    | PSD                | 44 | Voy a Trabajar UNIÃO, PSD, PATRI                                        | 2m 23s           |
| Jorge Boeira    |               | PDT           | Adilson Buzzi      |                    | PDT                | 12 |                                                                         | 37s              |
| Jorginho Mello  |               | PL            | Marilisa Boehm     |                    | PL                 | 22 |                                                                         | 43s              |
| Leandro Borges  |               | PCO           | Jair de Aguiar     |                    | PCO                | 29 |                                                                         |                  |
| Carlos Moisés   |               | REP           | Udo Döhler         |                    | MDB                | 10 | Santa Catarina en Primer Lugar Republicanos, MDB, PODE, Avante, PSC, DC | 1m 49s           |
| Odair Tramontin |               | NOVO          | Ricardo Althoff    |                    | NOVO               | 30 |                                                                         | 16s              |
| Alex Alano      |               | PSTU          | Gabriela Santetti  |                    | PSTU               | 16 |                                                                         |                  |
| Ralf Zimmer     |               | PROS          | Ana Lúcia Meotti   |                    | PROS               | 90 |                                                                         | 16s              |

## Candidatos al Senado Federal
Las convenciones del partido comenzaron el 20 de julio y se prolongaron hasta el 5 de agosto. Los siguientes partidos políticos ya han confirmado sus candidaturas. Los partidos políticos tienen hasta el 15 de agosto de 2022 para registrar formalmente a sus candidatos.

### Candidaturas oficiales
Nota: La siguiente tabla está organizada en orden alfabético de candidatos según el nombre registrado en el Tribunal Electoral.
| Senador(a)         | Senador(a)         | Senador(a) | Suplentes               | Suplentes | Suplentes | Nª  | Coalición / Federación                                                  | Tiempo en franja |
| Candidato          |                    | Partido    | Candidato               |           | Partido   | Nª  | Coalición / Federación                                                  | Tiempo en franja |
| ------------------ | ------------------ | ---------- | ----------------------- | --------- | --------- | --- | ----------------------------------------------------------------------- | ---------------- |
| Afrânio Boppré     |                    | PSOL       | Miriam Prochnow         |           | REDE      | 500 | Federación PSOL REDE                                                    | 9s               |
| Afrânio Boppré     | Maria Cristina     | PSOL       |                         | PSOL      |           | 500 | Federación PSOL REDE                                                    | 9s               |
| Caroline Sant'anna |                    | PCO        | Douglas Santellano      |           | PCO       | 290 |                                                                         |                  |
| Caroline Sant'anna | Alessandro Leitão  | PCO        |                         |           | PCO       | 290 |                                                                         |                  |
| Celso Maldaner     |                    | MDB        | Nazareno Martins        |           | REP       | 155 | Santa Catarina en Primer Lugar Republicanos, MDB, PODE, Avante, PSC, DC | 54s              |
| Celso Maldaner     | Edinho Bez         | MDB        |                         | MDB       |           | 155 | Santa Catarina en Primer Lugar Republicanos, MDB, PODE, Avante, PSC, DC | 54s              |
| Dário Berger       |                    | PSB        | José Fritsch            |           | PT        | 400 | Frente Democrático de Santa Catarina FE Brasil (PT/PCdoB/PV), SD, PSB   | 1m5s             |
| Dário Berger       | Guaraci Fagundes   | PSB        |                         | PV        |           | 400 | Frente Democrático de Santa Catarina FE Brasil (PT/PCdoB/PV), SD, PSB   | 1m5s             |
| Gilmar Salgado     |                    | PSTU       | Marina Soares           |           | PSTU      | 161 |                                                                         |                  |
| Gilmar Salgado     | Tarcísio Eberhardt | PSTU       |                         |           | PSTU      | 161 |                                                                         |                  |
| Hilda Deola        |                    | PDT        | Adilson Buzzi           |           | PDT       | 123 |                                                                         | 18s              |
| Hilda Deola        | Gui Pereira        | PDT        |                         |           | PDT       | 123 |                                                                         | 18s              |
| Jorge Seif         |                    | PL         | Hermes Klann            |           | PL        | 222 |                                                                         | 21s              |
| Jorge Seif         | Adrian da Blukit   | PL         |                         |           | PL        | 222 |                                                                         | 21s              |
| Kennedy Nunes      |                    | PTB        | Bruno Bortoluzzi        |           | PSDB      | 142 | Experiencia para Servir a Santa Catarina PP, Fed (PSDB/Cidadania), PTB  | 49s              |
| Kennedy Nunes      | Ruti Rossi         | PTB        |                         | PTB       |           | 142 | Experiencia para Servir a Santa Catarina PP, Fed (PSDB/Cidadania), PTB  | 49s              |
| Luiz Barboza       |                    | NOVO       | Helon Antonio Rebelatto |           | NOVO      | 300 |                                                                         | 8s               |
| Luiz Barboza       | Cariny Figueiredo  | NOVO       |                         |           | NOVO      | 300 |                                                                         | 8s               |
| Raimundo Colombo   |                    | PSD        | Ivandro de Souza        |           | UNIÃO     | 551 | Voy a Trabajar UNIÃO, PSD, PATRI                                        | 1m11s            |
| Raimundo Colombo   | David Fernandes    | PSD        |                         | PATRI     |           | 551 | Voy a Trabajar UNIÃO, PSD, PATRI                                        | 1m11s            |

## Debates
| Fecha                  | Organizadores | Mediador               | Moisés (Republicanos) | Lima (PT) | Amin (PP) | Loureiro (UNIÃO) | Boeira (PDT) | Mello (PL) | Tramontin (NOVO) | Zimmer (PROS) |
| ---------------------- | ------------- | ---------------------- | --------------------- | --------- | --------- | ---------------- | ------------ | ---------- | ---------------- | ------------- |
| 6 de agosto de 2022    | SCC SBT       | Cláudio Prisco Paraíso | P                     | P         | P         | P                | P            | P          | P                | A             |
| 27 de setembro de 2022 | NSC TV        | Raphael Faraco         | P                     | P         | P         | P                | P            | P          | P                | P             |

## Encuestas

### Primera vuelta[39]
| Encuestadora            | Fecha                              | Muestra | Moisés REP | Amin PP                   | Mello PL | Loureiro UNIÃO | Décio PT | Boeira PDT | Zimmer PROS | Tramontin NOVO | Alano PSTU | Otros | NS/NR  | Ventaja |       |       |       |   |     |    |
| ----------------------- | ---------------------------------- | ------- | ---------- | ------------------------- | -------- | -------------- | -------- | ---------- | ----------- | -------------- | ---------- | ----- | ------ | ------- | ----- | ----- | ----- | - | --- | -- |
| Encuestadora            | Fecha                              | Muestra | Ipec       | 28–30 de setembro de 2022 | 1.008    | 20%            | 12%      | 25%        | 14%         | 13%            | 0%         | Otros | NS/NR  | Ventaja | 0%    | 2%    | 0%    | - | 14% | 5% |
| Jovem Pan/Mapa          | 21–23 de setembro de 2022          | 1.204   | 13,3%      | 11%                       | 34,3%    | 12,7%          | 14,7%    | 1,1%       | 0,1%        | 2,5%           | 0,2%       | 0,2%  | 10%    | 19,6%   |       |       |       |   |     |    |
| Ipec                    | 14–20 de setembro de 2022          | 800     | 20%        | 15%                       | 20%      | 14%            | 10%      | 1%         | 1%          | 2%             | 1%         | 1%    | 16%    | Empate  |       |       |       |   |     |    |
| Jovem Pan/Mapa          | 14–16 de setembro de 2022          | 1.204   | 15%        | 9,9%                      | 32,1%    | 12,8%          | 14,8%    | 0,7%       | 0,1%        | 3,9%           | 0,4%       | 0,2%  | 9,9%   | 17,1%   |       |       |       |   |     |    |
| IPC/Rádio Som Maior     | 8–10 de setembro de 2022           | 800     | 22,8%      | 17,3%                     | 16,9%    | 9,8%           | 12,8%    | 2,8%       | 0,6%        | 0,8%           | 1,3%       | -     | 15,3%  | 5,5%    |       |       |       |   |     |    |
| Tulipa Pesquisas        | 5–9 de setembro de 2022            | 1.537   | 18,74%     | 11,84%                    | 18,93%   | 21,60%         | 11,84%   | 1,69%      | 0,78%       | 2,41%          | 0,65%      | 0,33% | 11,19% | 2,67%   |       |       |       |   |     |    |
| Jovem Pan/Mapa          | 30 de agosto–1 de setembro de 2022 | 1.204   | 18,8%      | 7,7%                      | 27,7%    | 10,8%          | 14,4%    | 1,1%       | 0,2%        | 3,6%           | 0,2%       | 0,2%  | 15,6%  | 8,9%    |       |       |       |   |     |    |
| Ipec                    | 20–23 de agosto de 2022            | 800     | 23%        | 15%                       | 16%      | 8%             | 6%       | 1%         | 1%          | 2%             | 1%         | 1%    | 27%    | 7%      |       |       |       |   |     |    |
| Tulipa Pesquisas        | 15–17 de agosto de 2022            | 1.067   | 22,31%     | 13,50%                    | 15,93%   | 18,18%         | 11,53%   | 2,72%      | 0,66%       | 3,84%          | 0,28%      | 0,37% | 10,68% | 4,13%   |       |       |       |   |     |    |
| IPC/Radio Som Maior     | 8 e 9 de julho de 2022             | 600     | 33,2%      | 21,2%                     | 13,0%    | 10,6%          | 6,7%     | –          | 0,8%        | 0,5%           | –          | 10,2% | 9,3%   | 12%     |       |       |       |   |     |    |
| IPC/Radio Som Maior     | 8 e 9 de julho de 2022             | 600     | 34,8%      | 23,0%                     | 15,5%    | 6,5%           | 7,5%     | –          | 1,2%        | 0,5%           | –          | –     | 11,0%  | 11,8%   |       |       |       |   |     |    |
| IPC/Radio Som Maior     | 8 e 9 de julho de 2022             | 600     | 40,3%      | –                         | 21,8%    | 9,0%           | 9,8%     | –          | 1,8%        | 0,8%           | –          | –     | 16,3%  | 18,5%   |       |       |       |   |     |    |
| IPC/Radio Som Maior     | 8 e 9 de julho de 2022             | 600     | 36,7%      | 24,2%                     | –        | 7,2%           | 8,0%     | –          | 1,2%        | 0,5%           | –          | 5,8%  | 11,0%  | 12,2%   | 12,2% | 12,2% | 12,2% |   |     |    |
| Paraná Pesquisas        | 9 e 13 de junho de 2022            | 1.540   | 25,4%      | 12,1%                     | 15,5%    | 10,6%          | 5,3%     | –          | 0,6%        | 1,5%           | –          | 10,2% | 18,8%  | 9,9%    |       |       |       |   |     |    |
| Paraná Pesquisas        | 9 e 13 de junho de 2022            | 1.540   | 28,6%      | –                         | 17,9%    | 12,1%          | 6,2%     | –          | 1%          | 1,8%           | –          | 6,7%  | 25,8%  | 10,7%   |       |       |       |   |     |    |
| Real Time Big Data      | 21 e 23 de maio de 2022            | 1.500   | 18%        | 9%                        | 14%      | 12%            | 9%       | –          | 2%          | 2%             | –          | 11%   | –      | 4%      |       |       |       |   |     |    |
| IPC/SCemPauta           | 3 e 9 de março de 2022             | 1.502   | 19,3%      | –                         | 18,6%    | 11,6%          | 7,7%     | –          | –           | 5,6%           | –          | 5,7%  | 31,5%  | 0,7%    |       |       |       |   |     |    |
| Insituto Ranking Brasil | 10 e 14 de agosto de 2021          | 2.000   | 20%        | 5%                        | 12,25%   | 1,8%           | 8,2%     | –          | –           | 2,5%           | –          | 19,2% | 31,05% | 0,8%    |       |       |       |   |     |    |

### Segunda vuelta
| Encuestadora       | Fecha                    | Muestra | Mello PL           | Décio PT                 | NS/NR | Ventaja |       |     |     |     |     |
| ------------------ | ------------------------ | ------- | ------------------ | ------------------------ | ----- | ------- | ----- | --- | --- | --- | --- |
| Encuestadora       | Fecha                    | Muestra | Real Time Big Data | 25–26 de outubro de 2022 | NS/NR | Ventaja | 1.000 | 59% | 27% | 14% | 32% |
| Jovem Pan/Mapa     | 24–25 de outubro de 2022 | 1.204   | 66,9%              | 28,8%                    | 4,2%  | 38,1%   |       |     |     |     |     |
| Veritá             | 17–20 de outubro de 2022 | 2.040   | 71,6%              | 20,4%                    | 8%    | 51,2%   |       |     |     |     |     |
| Real Time Big Data | 18–19 de outubro de 2022 | 1.000   | 56%                | 25%                      | 19%   | 31%     |       |     |     |     |     |
| Jovem Pan/Mapa     | 17–18 de outubro de 2022 | 1.204   | 63,2%              | 32,8%                    | 4,0%  | 30,4%   |       |     |     |     |     |
| Ipec               | 16–18 de outubro de 2022 | 800     | 59%                | 26%                      | 15%   | 33%     |       |     |     |     |     |
| Jovem Pan/Mapa     | 10–11 de outubro de 2022 | 1.204   | 60,1%              | 35,8%                    | 2,9%  | 24,3%   |       |     |     |     |     |

### Senador
| Encuestadora         | Fecha | Muestra | Colombo PSD | Berger PSB | Maldaner MDB | Kennedy PTB | Seif PL | Barboza NOVO | Deola PDT | Boppré PSOL | Gilmar PSTU | Otros | NS/NR | Ventaja |    |    |    |    |   |     |
| -------------------- | --- | --- | --- | --- | --- | --- | --- | --- | --- | --- | --- | --- | --- | --- | -- | -- | -- | -- | - | --- |
| Encuestadora         | Fecha | Muestra | Ipec | 28–30 de setembro de 2022                                                                                              | 1.008 | 31% | 16% | 10% | 11% | 19% | 4% | Otros | NS/NR | Ventaja | 3% | 3% | 1% | 3% | – | 12% |
| Ipec                 | 14–20 de setembro de 2022                                                                                              | 800 | 26% | 13% | 7% | 5% | 9% | 3% | 2% | 3% | 1% | 3% | 28% | 13% |    |    |    |    |   |     |
| Jovem Pan/Mapa       | 14–16 de setembro de 2022                                                                                              | 1.204 | 12,3% | 11,5% | 7,5% | 7,5% | 31,8% | 4,7% | 1,2% | 4,2% | 0,7% | 1,3% | 18% | 19,5% |    |    |    |    |   |     |
| IPC/Rádio Som Maior  | 8–10 de setembro de 2022                                                                                               | 800 | 39,3% | 11,3% | 3,5% | 10,3% | 8,5% | 1,3% | 1,8% | 0,5% | 0,9% | 2,9% | 14,9% | 28% |    |    |    |    |   |     |
| Tulipa Pesquisas     | 5–9 de setembro de 2022                                                                                                | 1.537 | 25,26% | 11,19% | 9,43% | 5,53% | 12,69% | 1,56% | 1,69% | 2,86% | 0,13% | 2,21% | 27,45% | 12,57% |    |    |    |    |   |     |
| Jovem Pan/Mapa       | 30 de agosto–1 de setembro de 2022                                                                                     | 1.204 | 19,1% | 6,7% | 6,7% | 5,7% | 23,3% | 4,1% | 2,4% | 5,4% | 0,3% | 2,1% | 24,4% | 4,2% |    |    |    |    |   |     |
| 19 de agosto de 2022 | El PSC retira la candidatura de Chris Stuart al Senado Federal y decide apoyar la candidatura de Celso Maldaner (MDB). | El PSC retira la candidatura de Chris Stuart al Senado Federal y decide apoyar la candidatura de Celso Maldaner (MDB). | El PSC retira la candidatura de Chris Stuart al Senado Federal y decide apoyar la candidatura de Celso Maldaner (MDB). | El PSC retira la candidatura de Chris Stuart al Senado Federal y decide apoyar la candidatura de Celso Maldaner (MDB). | El PSC retira la candidatura de Chris Stuart al Senado Federal y decide apoyar la candidatura de Celso Maldaner (MDB). | El PSC retira la candidatura de Chris Stuart al Senado Federal y decide apoyar la candidatura de Celso Maldaner (MDB). | El PSC retira la candidatura de Chris Stuart al Senado Federal y decide apoyar la candidatura de Celso Maldaner (MDB). | El PSC retira la candidatura de Chris Stuart al Senado Federal y decide apoyar la candidatura de Celso Maldaner (MDB). | El PSC retira la candidatura de Chris Stuart al Senado Federal y decide apoyar la candidatura de Celso Maldaner (MDB). | El PSC retira la candidatura de Chris Stuart al Senado Federal y decide apoyar la candidatura de Celso Maldaner (MDB). | El PSC retira la candidatura de Chris Stuart al Senado Federal y decide apoyar la candidatura de Celso Maldaner (MDB). | El PSC retira la candidatura de Chris Stuart al Senado Federal y decide apoyar la candidatura de Celso Maldaner (MDB). | El PSC retira la candidatura de Chris Stuart al Senado Federal y decide apoyar la candidatura de Celso Maldaner (MDB). | El PSC retira la candidatura de Chris Stuart al Senado Federal y decide apoyar la candidatura de Celso Maldaner (MDB). |    |    |    |    |   |     |
| Encuestadora         | Fecha | Muestra | Colombo PSD | Berger PSB | Maldaner MDB | Kennedy PTB | Seif PL | Barboza NOVO | Deola PDT | Boppré PSOL | Chris PSC | Otros | NS/NR | Ventaja |    |    |    |    |   |     |
| Encuestadora         | Fecha | Muestra | | | | | | | | | | Otros | NS/NR | Ventaja |    |    |    |    |   |     |
| Ipec                 | 20–23 de agosto de 2022                                                                                                | 800 | 26% | 9% | 7% | 6% | 4% | 3% | 1% | 1% | 1% | 3% | 40% | 17% |    |    |    |    |   |     |
| Tulipa Pesquisas     | 15–17 de agosto de 2022                                                                                                | 1.067 | 28,20% | 11,06% | 9,28% | 6,47% | 8,06% | 2,44% | 1,69% | 3,19% | 0,47% | 3,09% | 26,05% | 17% |    |    |    |    |   |     |

## Resultados

### Gobernador
| Candidato                                                                         | Candidato                    | Partido                   | Primera vuelta | Primera vuelta | Segunda vuelta | Segunda vuelta |
| Candidato                                                                         | Candidato                    | Partido                   | Votos          | %              | Votos          | %              |
| --------------------------------------------------------------------------------- | ---------------------------- | ------------------------- | -------------- | -------------- | -------------- | -------------- |
|                                                                                   | Jorginho Mello (PL)          | Marilisa Boehm (PL)       | 1,575,912      | 38,61          | 2,983,949      | 70,69          |
|                                                                                   | Décio Lima (PT)              | Bia Vargas (PSB)          | 710,859        | 17,42          | 1,237,016      | 29,31          |
|                                                                                   | Carlos Moisés (Republicanos) | Udo Dohler (MDB)          | 693,426        | 16,99          |                |                |
|                                                                                   | Gean Loureiro (UNIÃO)        | Eron Giordani (PSD)       | 555,615        | 13,61          |                |                |
|                                                                                   | Esperidião Amin (PP)         | Dalírio Beber (PSDB)      | 398,092        | 9,75           |                |                |
|                                                                                   | Odair Tramontin (NOVO)       | Ricardo Althoff (NOVO)    | 114,087        | 2,79           |                |                |
|                                                                                   | Jorge Boeira (PDT)           | Adilson Buzzi (PDT)       | 24,809         | 0,61           |                |                |
|                                                                                   | Alex Alano (PSTU)            | Gabriela Santetti (PSTU)  | 4,395          | 0,11           |                |                |
|                                                                                   | Ralf Zimmer (PROS)           | Ana Meotti (PROS)         | 3,828          | 0,09           |                |                |
|                                                                                   | Leandro Borges (PCO)         | Jair de Aguiar (PCO)      | 829            | 0,02           |                |                |
|                                                                                   |                              |                           |                |                |                |                |
| Votos válidos                                                                     | Votos válidos                | Votos válidos             | 4,081,023      | 91,28          | 4,220,965      | 93,22          |
| Votos nulos                                                                       | Votos nulos                  | Votos nulos               | 166,742        | 3,73           | 141,361        | 3,12           |
| Votos en blanco                                                                   | Votos en blanco              | Votos en blanco           | 223,025        | 4,99           | 165,455        | 3,66           |
| Total                                                                             | Total                        | Total                     | 4,471,619      | 100,00         | 4,527,781      | 100,00         |
| Registrados/Participación                                                         | Registrados/Participación    | Registrados/Participación | 5,483,962      | 81,54          | 5,484,339      | 82,56          |
|                                                                                   |                              |                           |                |                |                |                |
| Fuente: Justiça Eleitoral Archivado el 2 de noviembre de 2022 en Wayback Machine. |                              |                           |                |                |                |                |

### Senador Federal

Candidato más votado por municipio (295):
Jorge Seif (203 municipios + capital)
Dário Berger (45 municipios)
Celso Maldaner (30 municipios)
Raimundo Colombo (10 municipios)
Kennedy Nunes (5 municipios)
Empate (1 municipio)

| Candidato                                                                         | Candidato                 | Partido                   | Votos     | %      |
| --------------------------------------------------------------------------------- | ------------------------- | ------------------------- | --------- | ------ |
|                                                                                   | Jorge Seif                | PL                        | 1,484,110 | 39,79  |
|                                                                                   | Raimundo Colombo          | PSD                       | 608,213   | 16,30  |
|                                                                                   | Dário Berger              | PSB                       | 605,258   | 16,23  |
|                                                                                   | Kennedy Nunes             | PTB                       | 443,425   | 11,89  |
|                                                                                   | Celso Maldaner            | MDB                       | 304,799   | 8,17   |
|                                                                                   | Afrânio Boppré            | PSOL                      | 116,189   | 3,11   |
|                                                                                   | Luiz Barboza              | NOVO                      | 99,107    | 2,66   |
|                                                                                   | Hilda Deola               | PDT                       | 66,496    | 1,78   |
|                                                                                   | Gilmar Salgado            | PSTU                      | 2,657     | 0,07   |
|                                                                                   |                           |                           |           |        |
| Votos válidos                                                                     | Votos válidos             | Votos válidos             | 3,730,254 | 83,42  |
| Votos nulos                                                                       | Votos nulos               | Votos nulos               | 361,227   | 8,08   |
| Votos en blanco                                                                   | Votos en blanco           | Votos en blanco           | 380,138   | 8,50   |
| Total                                                                             | Total                     | Total                     | 4,471,619 | 100,00 |
| Registrados/Participación                                                         | Registrados/Participación | Registrados/Participación | 5,483,962 | 81,54  |
|                                                                                   |                           |                           |           |        |
| Fuente: Justiça Eleitoral Archivado el 2 de noviembre de 2022 en Wayback Machine. |                           |                           |           |        |

### Diputados federales electos
Estos son los 16 diputados federales elegidos por el estado de Santa Catarina.
| Nombre                | Partido   | Votos   | Ciudad de origen      | Estado         |
| --------------------- | --------- | ------- | --------------------- | -------------- |
| Carol de Toni         | PL        | 227.632 | Chapecó               | Santa Catarina |
| Professor Pedro Uczai | PT        | 173.531 | Descanso              | Santa Catarina |
| Jorge Goetten         | PL        | 159.339 | Mirim Doce            | Santa Catarina |
| Ana Paula Lima        | PT        | 148.781 | Curitiba              | Paraná         |
| Carmen Zanotto        | Cidadania | 130.138 | Lages                 | Santa Catarina |
| Julia Zanatta         | PL        | 111.588 | Criciúma              | Santa Catarina |
| Ismael dos Santos     | PSD       | 110.531 | Blumenau              | Santa Catarina |
| Daniel Freitas        | PL        | 108.001 | Criciúma              | Santa Catarina |
| Valdir Cobalchini     | MDB       | 98.124  | São Lourenço do Oeste | Santa Catarina |
| Gilson Marques        | NOVO      | 87.894  | Rio do Sul            | Santa Catarina |
| Daniela Reinehr       | PL        | 84.631  | Maravilha             | Santa Catarina |
| Carlos Chiodini       | MDB       | 80.089  | Jaraguá do Sul        | Santa Catarina |
| Ricardo Guidi         | PSD       | 74.066  | Criciúma              | Santa Catarina |
| Zé Trovão             | PL        | 71.140  | São Paulo             | São Paulo      |
| Rafael Pezenti        | MDB       | 68.208  | Petrolândia           | Santa Catarina |
| Fabio Schiochet       | UNIÃO     | 51.824  | Jaraguá do Sul        | Santa Catarina |

#### Por Partido/Federación
| N.º                       | Partido                                                 | Votos     | %      | Escaños | ±           |
| ------------------------- | ------------------------------------------------------- | --------- | ------ | ------- | ----------- |
| 22                        | Partido Liberal (PL)                                    | 962.053   | 24,22  | 6       | 6           |
| 13                        | Partido de los Trabajadores (PT)                        | 480.911   | 12,24  | 2       | Sin cambios |
| 15                        | Movimento Democrático Brasileño (MDB)                   | 415.237   | 10,44  | 3       | Sin cambios |
| 55                        | Partido Social Democrático (PSD)                        | 391.429   | 9,84   | 2       | 1           |
| 44                        | Unión Brasil (UNIÃO)                                    | 279.432   | 7,03   | 1       | 4           |
| 30                        | Partido Nuevo (NOVO)                                    | 243.668   | 6,13   | 1       | Sin cambios |
| 11                        | Progresistas (PP)                                       | 209.318   | 5,26   | 0       | 1           |
| 19                        | Podemos (PODE)                                          | 185.454   | 4,66   | 0       | 1           |
| 45                        | Partido de la Social Democracia Brasileña (PSDB)        | 138.407   | 3,48   | 0       | 1           |
| 23                        | Ciudadanía (CIDADANIA)                                  | 135.368   | 3,40   | 1       | Sin cambios |
| 10                        | Republicanos (REP)                                      | 120.494   | 3,03   | 0       | 1           |
| 51                        | Patriota (PATRI)                                        | 71.669    | 1,80   | 0       | Sin cambios |
| 40                        | Partido Socialista Brasileiro (PSB)                     | 63.485    | 1,60   | 0       | 1           |
| 14                        | Partido Laborista Brasileño (PTB)                       | 62.709    | 1,58   | 0       | Sin cambios |
| 50                        | Partido Socialismo y Libertad (PSOL)                    | 60.893    | 1,53   | 0       | Sin cambios |
| 65                        | Partido Comunista de Brasil (PCdoB)                     | 39.868    | 1,00   | 0       | Sin cambios |
| 20                        | Partido Social Cristiano (PSC)                          | 35.820    | 0,90   | 0       | Sin cambios |
| 12                        | Partido Democrático Laborista (PDT)                     | 31.296    | 0,79   | 0       | Sin cambios |
| 70                        | Avante (AVANTE)                                         | 12.509    | 0,31   | 0       | Sin cambios |
| 77                        | Solidaridad (SD)                                        | 10.955    | 0,28   | 0       | Sin cambios |
| 90                        | Partido Republicano de Orden Social (PROS)              | 4.679     | 0,12   | 0       | Sin cambios |
| 43                        | Partido Verde (PV)                                      | 3.654     | 0,09   | 0       | Sin cambios |
| 80                        | Unidad Popular (UP)                                     | 3.548     | 0,09   | 0       | Sin cambios |
| 28                        | Partido Renovador Laborista Brasileño (PRTB)            | 2.503     | 0,06   | 0       | Sin cambios |
| 18                        | Red de Sostenibilidad (REDE)                            | 1.927     | 0,05   | 0       | Sin cambios |
| 27                        | Democracia Cristiana (DC)                               | 1.490     | 0,04   | 0       | Sin cambios |
| 16                        | Partido Socialista de los Trabajadores Unificado (PSTU) | 1.072     | 0,03   | 0       | Sin cambios |
|                           |                                                         |           |        |         |             |
| Votos válidos             | Votos válidos                                           | 3.969.848 | 88,79  |         |             |
| Votos en blanco           | Votos en blanco                                         | 321.436   | 7,18   |         |             |
| Votos nulos               | Votos nulos                                             | 180.335   | 4,03   |         |             |
| Total                     | Total                                                   | 4.471.619 | 100,00 | 16      | Sin cambios |
| Registrados/Participación | Registrados/Participación                               | 5.483.962 | 81,54  |         |             |
| Fuente:                   |                                                         |           |        |         |             |

### Diputados estatales electos
| Nombre                    | Partido      | Votos   | Ciudad de origen      | Estado             |
| ------------------------- | ------------ | ------- | --------------------- | ------------------ |
| Ana Campagnolo            | PL           | 196.571 | Itají                 | Santa Catarina     |
| Luciane Carminatti        | PT           | 92.478  | Chapecó               | Santa Catarina     |
| Antídio Lunelli           | MDB          | 74.500  | Corupá                | Santa Catarina     |
| Carlos Henrique de Lima   | PL           | 71.185  | Belo Horizonte        | Minas Gerais       |
| Mauro de Nadal            | MDB          | 67.065  | Caibi                 | Santa Catarina     |
| Mauricio Eskudlark        | PL           | 65.638  | Canoinhas             | Santa Catarina     |
| Jerry Comper              | MDB          | 64.145  | Ibirama               | Santa Catarina     |
| Ana Paula da Silva        | PODE         | 58.694  | Florianópolis         | Santa Catarina     |
| José Milton Ssheffer      | PP           | 56.585  | Sombrio               | Santa Catarina     |
| Mario Motta               | PSD          | 56.363  | Santo André           | São Paulo          |
| Jessé Lopes               | PL           | 55.013  | Criciúma              | Santa Catarina     |
| Fernando Krelling         | MDB          | 54.320  | Joinville             | Santa Catarina     |
| Julio Garcia              | PSD          | 49.958  | Florianópolis         | Santa Catarina     |
| Marcos Vieira             | PSDB         | 48.466  | Florianópolis         | Santa Catarina     |
| Carlos Humberto           | PL           | 46.445  | Balneario Camboriú    | Santa Catarina     |
| Altair Silva              | PP           | 46.086  | Major Gercino         | Santa Catarina     |
| Volnei Weber              | MDB          | 45.995  | São Ludgero           | Santa Catarina     |
| Ivan Naatz                | PL           | 45.304  | Blumenau              | Santa Catarina     |
| Camilo Martins            | PODE         | 44.925  | Palhoça               | Santa Catarina     |
| Sergio Motta              | Republicanos | 44.666  | Río de Janeiro        | Río de Janeiro     |
| Nilso Jose Berlanda       | PL           | 41.488  | Chapecó               | Santa Catarina     |
| Marcos José de Abreu      | PSOL         | 40.329  | Florianópolis         | Santa Catarina     |
| Vicente Augusto Caropreso | PSDB         | 39.797  | Blumenau              | Santa Catarina     |
| Marcius Machado           | PL           | 39.749  | Santa Maria           | Río Grande del Sur |
| Neodi Saretta             | PT           | 38.729  | Jaborá                | Santa Catarina     |
| Napoleão Bernardes        | PSD          | 36.923  | Blumenau              | Santa Catarina     |
| Fabiano da Luz            | PT           | 34.972  | Chapecó               | Santa Catarina     |
| Egidio Ferrari            | PTB          | 34.912  | Blumenau              | Santa Catarina     |
| Tiago Zilli               | MDB          | 33.733  | Timbé do Sul          | Santa Catarina     |
| Jair Miotto               | UNIÃO        | 33.682  | São Lourenço do Oeste | Santa Catarina     |
| Edilson Massocco          | PL           | 31.659  | Concórdia             | Santa Catarina     |
| Pepê Collaço              | PP           | 28.809  | Tubarão               | Santa Catarina     |
| Rodrigo Minotto           | PDT          | 28.685  | Criciúma              | Santa Catarina     |
| Sérgio Guimarães          | UNIÃO        | 27.977  | Laguna                | Santa Catarina     |
| Oscar Gutz                | PL           | 26.812  | Taió                  | Santa Catarina     |
| Pedro Baldissera          | PT           | 26.803  | Chapecó               | Santa Catarina     |
| Marcos da Rosa            | UNIÃO        | 25.845  | Laguna                | Santa Catarina     |
| Estener Soratto da Silva  | PL           | 25.622  | Tubarão               | Santa Catarina     |
| Lucas Neves               | PODE         | 23.053  | Lages                 | Santa Catarina     |
| Matheus Cadorin           | NOVO         | 12.390  | Joinville             | Santa Catarina     |

#### Por Partido/Federación
| N.º                       | Partido                                                 | Votos     | %      | Escaños | ±           |
| ------------------------- | ------------------------------------------------------- | --------- | ------ | ------- | ----------- |
| 22                        | Partido Liberal (PL)                                    | 878.708   | 21,09  | 11      | 8           |
| 15                        | Movimento Democrático Brasileiro (MDB)                  | 505.571   | 12,63  | 6       | 3           |
| 13                        | Partido de los Trabajadores (PT)                        | 438.030   | 10,94  | 4       | Sin cambios |
| 55                        | Partido Social Democrático (PSD)                        | 293.675   | 7,33   | 3       | 2           |
| 11                        | Progresistas (PP)                                       | 280.551   | 7,01   | 3       | Sin cambios |
| 44                        | Unión Brasil (UNIÃO)                                    | 265.764   | 6,64   | 3       | 3           |
| 19                        | Podemos (PODE)                                          | 237.137   | 5,92   | 3       | 3           |
| 45                        | Partido de la Social Democracia Brasileña (PSDB)        | 211.208   | 5,27   | 2       | Sin cambios |
| 10                        | Republicanos (REP)                                      | 163.410   | 4,08   | 1       | Sin cambios |
| 30                        | Partido Nuevo (NOVO)                                    | 136.632   | 3,41   | 1       | 1           |
| 14                        | Partido Laborista Brasileiro (PTB)                      | 96.767    | 2,42   | 1       | 1           |
| 40                        | Partido Socialista Brasileiro (PSB)                     | 92.851    | 2,32   | 0       | 3           |
| 51                        | Patriota (PATRI)                                        | 88.159    | 2,20   | 0       | Sin cambios |
| 50                        | Partido Socialismo y Libertad (PSOL)                    | 83.044    | 2,06   | 1       | 1           |
| 12                        | Partido Democrático Laborista (PDT)                     | 82.141    | 2,04   | 1       | 1           |
| 27                        | Democracia Cristiana (DC)                               | 30.781    | 0,76   | 0       | Sin cambios |
| 77                        | Solidaridad (SD)                                        | 30.557    | 0,76   | 0       | Sin cambios |
| 20                        | Partido Social Cristiano (PSC)                          | 30.036    | 0,75   | 0       | 1           |
| 23                        | Ciudadanía (Cidadania)                                  | 25.109    | 0,62   | 0       | Sin cambios |
| 65                        | Partido Comunista de Brasil (PCdoB)                     | 17.985    | 0,45   | 0       | Sin cambios |
| 70                        | Avante (AVANTE)                                         | 8.610     | 0,21   | 0       | Sin cambios |
| 28                        | Partido Renovador Laborista Brasileño (PRTB)            | 3.126     | 0,08   | 0       | Sin cambios |
| 18                        | Red de Sostenibilidad (REDE)                            | 1.501     | 0,04   | 0       | Sin cambios |
| 16                        | Partido Socialista de los Trabajadores Unificado (PSTU) | 1.083     | 0,03   | 0       | Sin cambios |
| 90                        | Partido Republicano de Orden Social (PROS)              | 1.010     | 0,03   | 0       | Sin cambios |
| 43                        | Partido Verde (PV)                                      | 590       | 0,01   | 0       | 1           |
|                           |                                                         |           |        |         |             |
| Votos válidos             | Votos válidos                                           | 4.004.036 | 89,55  |         |             |
| Votos en blanco           | Votos en blanco                                         | 289.065   | 6,46   |         |             |
| Votos nulos               | Votos nulos                                             | 178.518   | 3,99   |         |             |
| Total                     | Total                                                   | 4.471.619 | 100,00 | 40      | Sin cambios |
| Registrados/Participación | Registrados/Participación                               | 5.483.962 | 81,54  |         |             |